# Coliseo Héctor Solá Bezares
El Coliseo Héctor Solá Bezares es una arena localizada en Caguas, Puerto Rico. Se utiliza sobre todo para el baloncesto y fue el escenario principal de los Criollos de Caguas, un equipo de la Liga de Baloncesto Superior Nacional. La capacidad del estadio es de 10 000 espectadores. Asimismo, el Coliseo es la casa para las Criollas de Caguas un equipo de voleibol de la Liga de Voleibol Superior Femenino. 
El coliseo también ha sido sede de grandes peleas de boxeo, entre ellas algunas con Miguel Cotto e Iván Calderón, y ha sido usada en eventos como los ESPN Friday Night Fights.